# Giovanni Bragadin
Giovanni Bragadin (Venezia, 21 agosto 1699 – Venezia, 23 dicembre 1775) è stato un patriarca cattolico italiano.

## Biografia
Nato a Venezia nel 1699, è ordinato sacerdote il 2 giugno 1726. Il 2 marzo 1733 è eletto vescovo di Verona, e verrà consacrato già la settimana successiva, il 15 marzo. Il 27 novembre 1758 viene promosso patriarca di Venezia.
Muore nella città lagunare il 23 dicembre 1775.

## Genealogia episcopale
La genealogia episcopale è:
- Cardinale Scipione Rebiba
- Cardinale Giulio Antonio Santori
- Cardinale Girolamo Bernerio, O.P.
- Arcivescovo Galeazzo Sanvitale
- Cardinale Ludovico Ludovisi
- Cardinale Luigi Caetani
- Cardinale Ulderico Carpegna
- Cardinale Paluzzo Paluzzi Altieri degli Albertoni
- Papa Benedetto XIII
- Cardinale Pietro Ottoboni
- Patriarca Giovanni Bragadin

## Araldica
|  |

|  |